# Lissoclinum vareau
Lissoclinum vareau är en sjöpungsart som beskrevs av Monniot 1987. Lissoclinum vareau ingår i släktet Lissoclinum och familjen Didemnidae. Inga underarter finns listade i Catalogue of Life.